# Acanthurus fowleri
Acanthurus fowleri е вид лъчеперка от семейство Acanthuridae. Видът е незастрашен от изчезване.

## Разпространение и местообитание
Разпространен е в Австралия (Ашмор и Картие), Източен Тимор, Индонезия, Малайзия, Папуа Нова Гвинея, Соломонови острови и Филипини.
Среща се на дълбочина от 2 до 50 m.

## Описание
На дължина достигат до 45 cm.